# Montebicchieri
Montebicchieri (o Monte Bicchieri) è una località del comune di San Miniato, in provincia di Pisa, Toscana.
Il borgo è situato a sud-ovest di San Miniato ed è compreso nella frazione La Serra.

## Storia
Il borgo si sviluppò in epoca alto-medievale, accogliendo gli abitanti superstiti del perduto castello di Vetrignano, citato nell'810 e distrutto il 16 agosto 1173 dalle truppe di Cristiano, arcivescovo di Magonza e vicario imperiale al servizio di Federico I. Montebicchieri risulta citato per la prima volta in un atto della certosa di Calci del 3 agosto 1199.
Il borgo risultò a lungo conteso tra Firenze, Pisa e San Miniato: conquistato da Castruccio Castracani per conto dei pisani nel 1322, ritornò a San Miniato nel 1329, per poi finire sotto i fiorentini nel 1371. Nel XVII secolo Montebicchieri fu proprietà dei Compagni, che lo adibirono a "fortilizio di famiglia". In età contemporanea, il borgo subì un forte fenomeno di spopolamento: nel 1951 contava 44 abitanti, scesi a 23 nel censimento del 1961. Oggi è disabitato.

## Monumenti e luoghi d'interesse
Al centro del borgo si trovano la villa-castello, acquistata all'inizio del XIX secolo dalla famiglia Banti, e la chiesa di Santa Lucia, risalente al XIV secolo, ma ristrutturata tra il XVI e il XVIII secolo. Delle fortificazioni originarie sopravvivono una torre e alcuni tratti della cinta muraria.